# Pézenas
Pézenas är en kommun i departementet Hérault i regionen Occitanien i södra Frankrike. Kommunen ligger i kantonen Pézenas som tillhör arrondissementet Béziers. År 2022 hade Pézenas 7 789 invånare.

## Befolkningsutveckling
Antalet invånare i kommunen Pézenas
Referens:INSEE